# Bivesicula caribbensis
Bivesicula caribbensis är en plattmaskart som beskrevs av Cable och Nahhas 1962. Bivesicula caribbensis ingår i släktet Bivesicula och familjen Bivesiculidae. Inga underarter finns listade i Catalogue of Life.